# Општина Цибукани (Њамц)
Цибукани (рум. Ţibucani) општина је у Румунији у округу Њамц.
Oпштина се налази на надморској висини од 291 m.